# Reševanje podatkov
Reševanje podatkov ali ang. data recovery je proces pridobivanja nedostopnih ali poškodovanih podatkov z digitalnih medijev, ki so bili na nek način poškodovani ali okvarjeni. Reševanje podatkov se lahko uporabi za raznovrstne naprave, kot so trdi diski, spominske kartice, kasete, pametni telefoni, diskete, CD-ji, DVD-ji, USB-ji, zunanji diski, Xbox-i in mnoge druge naprave. V večini primerov okvar trdih diskov, okvara ne uniči vseh podatkov na disku in je večino podatkov na tem okvarjenem disku pogosto možno rešiti. Preprostejše okvare lahko uporabniki rešujejo sami z uporabo različnih aplikacij in programov, medtem ko so za naprednejše reševanje hujših okvar za to potrebni strokovni servisi, ki se specializirajo za to področje.  Reševanje podatkov je poleg posameznikov, pomembno s strani podjetji, ki imajo veliko pomembnih podatkov, ki so nujne za neovirano delovanje. Zelo priporočljivo je, da za vse pomembne podatke ustvarimo in redno posodabljamo varnostne kopije, saj tako močno zmanjšamo tveganje za izgubo podatkov. Prav tako je reševanje podatkov pomembno s strani računalniške forenzike, kjer so poleg poškodovanih podatkov potrebno odkriti tudi morebitne
kriptirane podatke na določenem mediju ter prav tako upoštevati pravilen postopek.
Obstaja več razlogov, ki lahko povzročijo izgubo podatkov. Ti so lahko namerni, nenamerni, posledica napak na strojni ali programski opremi, posledica naravnih nesreč (poplave, požari, udar strele,…). V splošnem jih glede na to, kakšno škodo povzročijo razdelimo na logične okvare in fizične okvare.
Logične okvare se navezujejo na situacije, kjer napaka ni posledica okvare strojne opreme, temveč potrebujejo programsko rešitev. Okvaro v teh primerih lahko povzročijo različni virusi in škodljiva programska koda, poškodovana particija in datotečni sistem, nepravilno formatiranje diska, nepravilno kloniranje diska, izguba električnega toka med računalniškimi operacijami, prepisani podatki,… Simptomi, ki nakazujejo na to vrsto okvare so običajno napačne operacije, napake branja (read error), nezmožnost odpreti  ali najti datoteke, obvestilo o manjkajoči particiji ali neformatiranju, napačni znaki tipkovnice,…
Nekatere izmed teh okvar lahko uporabniki rešujejo tudi sami, saj obstaja več različnih programskih aplikacij, ki so lahko v pomoč pri
tem opravilu, kot so Recuva, Testdisk, Puran file recovery, Glary undelete, Pandora recovery, Stellar Phoenix in drugi. Pogosto gre tudi za okvaro druge opreme in ne trdega diska Zato se je potrebno najprej prepričati, da je res težava v trdem disku, kot na primer, da ga odstranimo s sistema in ga preizkusimo na drugem računalniku. Če je potrebna bolj zanesljiva rešitev, pa je potrebna pomoč strokovnjakov. Ti imajo izkušnje in znanja pri takšnih popravilih ter profesionalno programsko opremo, da lhko popravijo datotečni sistem in obnovijo izgubljene podatke. 
Fizične okvare na drugi strani so pogosto posledica poškodovane glave trdega diska, praske na površini CD plošč ali plošč diska, poškodovan motor trdega diska, pretrgan trak na kaseti, pregorelo vezje, slabi sektorji v trdem disku,… Znaki, ki nakazujejo na takšno vrsto okvare so  ropotanje trdega diska pri njegovem delovanju, počasnejše delovanje strojne opreme, težave pri branju datotek,… 
Reševanje podatkov in popravilo strojne opreme v teh primerih je lahko zelo zahtevno opravilo. Pogosto je za to potrebna strokovna pomoč in jo ne morejo reševati uporabniki sami, saj s tem lahko povzročijo še dodatno škodo.  Te storitve so običajno zelo drage. Strokovnjaki za to reševanje to opravljajo v t. i. čistih sobah, ki imajo minimalno količino prašnih delcev v zraku, saj že tanek sloj prahu na plošči trdega diska lahko povzroči ta disk nezmožen za branje. Ti strokovnjaki imajo tudi poglobljeno znanje o delovanju strojne opreme, specializirano programsko opremo, nadomestne dele za okvarjene dele, itd.
Reševanje podatkov poteka v štirih fazah. Včasih katera od njih ni potrebna, vendar vsaka faza zahteva pravilen postopek ter uporabo različnih orodji in metod. Te štiri glavne faze so:  
1. Strojno popravilo trdega diska
2. Preslikava poškodovanega diska na nov disk
3. Logično reševaje datotek in particij
4. Popravilo poškodovanih datotek, ki jih je bilo moč rešiti